# Lucius Arruntius (Suffektkonsul)
Lucius Arruntius war nach CIL X, 6785 Suffektkonsul. Er ist belegt für den 22. November eines unbestimmten Jahres. Sein Amtskollege war Titus Flavius Bassus.